# Јохан Јакоб Шојцер
Јохан Јакоб Шојцер (2. август 1672 — , 23. јун 1733) је швајцарски природњак и лекар. Радио је као главни градски лекар (1696) и професор природних наука у гимназији у Цириху (од 1710). Описао је велики број различитих врста фосила биљака и животиња. Из 1700. године познат је његов опис фосила гигантског даждевњака (Andrias Scheuchzeri Cuvier), који је Шојцер проучавао као да је скелет препотопског човека (homo diluvii testis). Међу првима је указао на порекло каменог угља од биљака. Постао је члан немачке академије природних наука 1697. и Краљевског друштва (енглески Royal Society) 1704. год.